# Hidayet Türkoğlu
Hidayet Türkoğlu (surnommé Hedo Türkoğlu aux États-Unis), né le 19 mars 1979 à Istanbul en Turquie, est un joueur turc de basket-ball. Il est le premier joueur né en Turquie, et le second de nationalité turque après Mirsad Turkcan à évoluer en National Basketball Association (NBA).
En 2009, il dispute les Finales NBA de la saison 2008-2009 avec Orlando, perdues face aux Lakers de Los Angeles.
Avec sa sélection nationale, il obtient deux médailles d'argent internationales, lors du Championnat d'Europe 2001 puis lors du Championnat du monde 2010, deux compétitions disputées en Turquie.

## Biographie
Il est sélectionné en 16e position par les Kings de Sacramento lors de la draft 2000 de la NBA. Il y dispute trois saisons avant de rejoindre les Spurs de San Antonio. Seulement une saison après, il rejoint le Magic d'Orlando. 
Lors de la saison 2007-2008, il réalise deux triple-doubles, 13 points, 13 passes et 12 rebonds face aux Mavericks de Dallas puis aux Hawks d'Atlanta avec 23 points, 10 rebonds et 13 passes. Il obtient deux titres consécutifs de joueur de la semaine de la conférence est puis le titre de joueur du mois d'avril (player of the month). Il est également récompensé du titre de NBA Most Improved Player, joueur ayant le plus progressé.

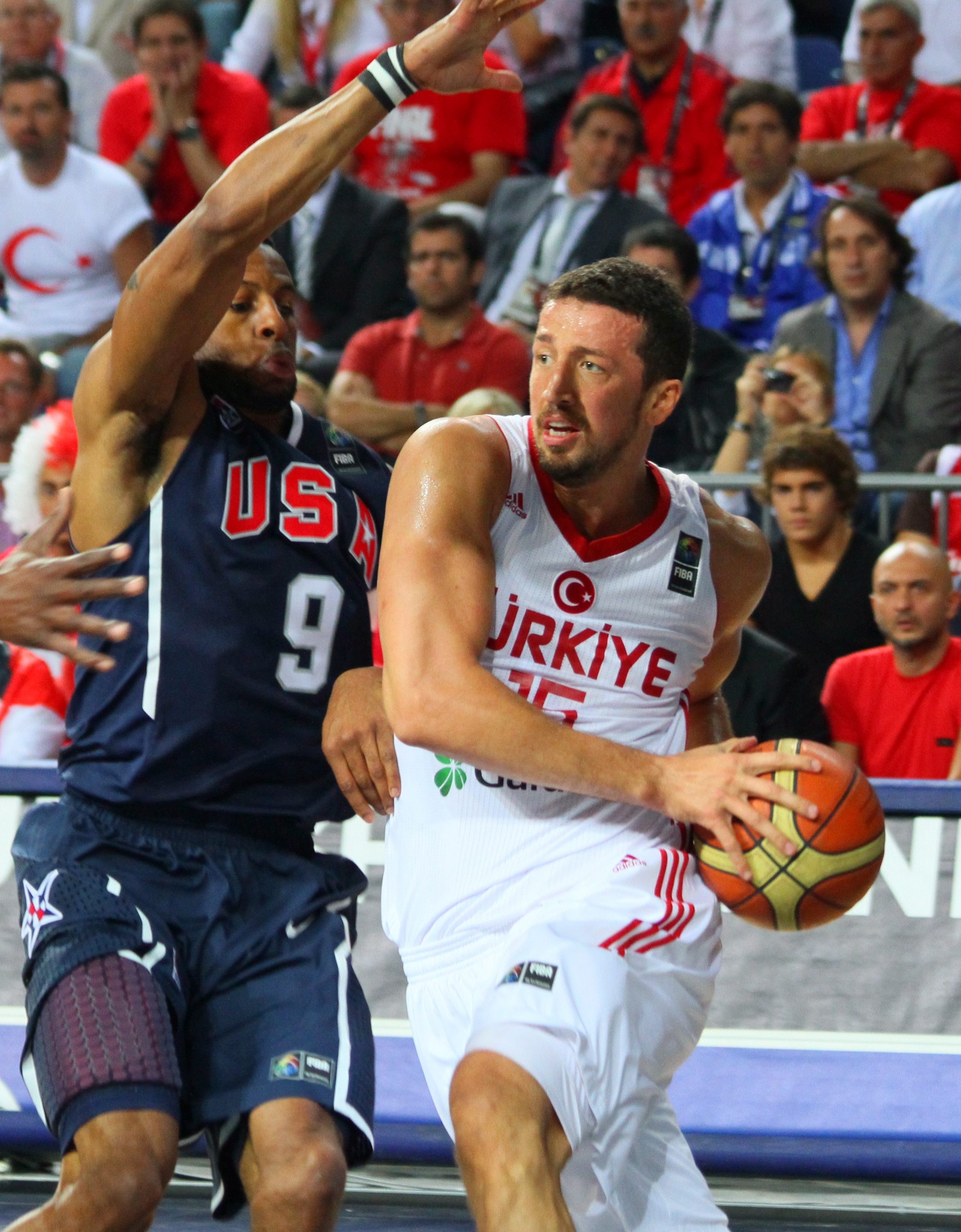
Hidayet Türkoğlu au mondial 2010

En juillet 2009, il signe un contrat de 53 millions de dollars sur cinq ans avec les Raptors de Toronto et devient ainsi le sportif turc le mieux payé. En juillet 2010, il est envoyé aux Suns de Phoenix en échange de Leandro Barbosa et Dwayne Jones.
Le 18 décembre 2010, il revient à Orlando via un échange avec les Suns de Phoenix incluant aussi Jason Richardson et Earl Clark, l'équipe de l'Arizona récupère en contrepartie Marcin Gortat, Mickaël Piétrus et Vince Carter. Lors de cet échange, Orlando envoie Rashard Lewis aux Wizards de Washington et Gilbert Arenas rejoint Orlando. Il réalise son troisième triple-double en carrière contre les Warriors de Golden State le 3 janvier 2011 (avec au total 3 triple-double il est le recordman de cette catégorie de l'équipe d'Orlando).
Il vit une saison 2012-13 noire. Lors du premier match de la saison face à Denver le 2 novembre, il se fracture la main gauche, ce qui lui fait manquer les deux premiers mois du championnat NBA. À son retour, il semble encore gêné par sa main et court après ses sensations. En février, il est contrôlé positif à la méténolone (stéroïde anabolisant), la NBA le suspend pour 20 matchs sans salaire. Le joueur reconnait avoir pris les substances illicites, sans pour autant savoir qu'elles étaient prohibées par la NBA. Il déclare les avoir utilisées lors de son séjour en Turquie à l'été 2012 pour accélérer la guérison de son épaule. Pour les derniers matchs de la saison, son coach Jacque Vaughn ne fait plus appel à lui et préfère donner sa chance aux jeunes de l'effectif.
Turkoglu, qui n'a pris part à aucune rencontre de la saison 2013-14 avec Orlando, est finalement libéré de son contrat le 3 janvier 2014 et s'engage quelques jours plus tard avec les Clippers. En mars 2014, il annonce qu'il met fin à sa carrière internationale. Le 12 septembre 2014, il signe un nouveau contrat avec les Clippers.

## Style de jeu
Türkoğlu est considéré comme un point forward c'est-à-dire comme meneur de jeu au poste 3. Il utilise peu sa taille et préfère jouer à l'extérieur. Sa défense n'est pas son point fort mais en fin de rencontre l'équipe lui donne les ballons.
C'est un playmaker ainsi qu'un des meilleurs joueurs dans les instants décisifs, money-time.

## Palmarès

### Équipe nationale
- Championnat du monde
  -  médaille d'argent au Championnat du monde 2010 en Turquie.
- Championnat d'Europe
  -  médaille d'argent au Championnat d'Europe 2001 à Istanbul.

### NBA
- Champion 2009 de la Conférence Est avec le Magic d'Orlando.

### Distinctions personnelles
- Remporte le titre de NBA Most Improved Player en 2008.
- Joueur du mois en avril 2008 dans la conférence Est de la NBA.
- Nommé dans le meilleur cinq du Mondial 2010.

## Statistiques

### Saison régulière
| Année     | Équipe      | Matches | Titul. | Min./m. | %tir | %3pts | %l-f | rbds/m. | pass/m. | int/m. | ctr/m. | pts/m. |
| --------- | ----------- | ------- | ------ | ------- | ---- | ----- | ---- | ------- | ------- | ------ | ------ | ------ |
| 2000-2001 | Sacramento  | 74      | 7      | 16,8    | 41,2 | 32,6  | 77,7 | 2,84    | 0,93    | 0,70   | 0,32   | 5,28   |
| 2001-2002 | Sacramento  | 80      | 10     | 24,6    | 42,2 | 36,8  | 72,6 | 4,54    | 2,04    | 0,71   | 0,39   | 10,12  |
| 2002-2003 | Sacramento  | 67      | 12     | 17,5    | 42,2 | 37,2  | 80,0 | 2,81    | 1,30    | 0,37   | 0,18   | 6,67   |
| 2003-2004 | San Antonio | 80      | 44     | 25,9    | 40,6 | 41,9  | 70,8 | 4,47    | 1,93    | 1,00   | 0,40   | 9,24   |
| 2004-2005 | Orlando     | 67      | 11     | 26,2    | 41,9 | 38,0  | 83,6 | 3,48    | 2,28    | 0,61   | 0,27   | 13,99  |
| 2005-2006 | Orlando     | 78      | 59     | 33,5    | 45,4 | 40,3  | 86,1 | 4,27    | 2,77    | 0,90   | 0,27   | 14,94  |
| 2006-2007 | Orlando     | 73      | 73     | 31,1    | 41,9 | 38,8  | 78,1 | 4,01    | 3,19    | 0,96   | 0,22   | 13,29  |
| 2007-2008 | Orlando     | 82      | 82     | 36,9    | 45,6 | 40,0  | 82,9 | 5,74    | 4,99    | 0,90   | 0,30   | 19,54  |
| 2008-2009 | Orlando     | 77      | 77     | 36,6    | 41,3 | 35,6  | 80,7 | 5,32    | 4,87    | 0,83   | 0,25   | 16,81  |
| 2009-2010 | Toronto     | 74      | 69     | 30,7    | 40,9 | 37,4  | 77,4 | 4,64    | 4,11    | 0,74   | 0,43   | 11,28  |
| 2010-2011 | Phoenix     | 25      | 16     | 25,2    | 44,0 | 42,3  | 72,2 | 4,00    | 2,32    | 0,72   | 0,56   | 9,48   |
| 2010-2011 | Orlando     | 56      | 56     | 34,1    | 44,8 | 40,4  | 66,7 | 4,57    | 5,09    | 0,96   | 0,36   | 11,43  |
| 2011-2012 | Orlando     | 53      | 53     | 31,2    | 41,5 | 35,3  | 70,5 | 3,75    | 4,40    | 0,85   | 0,32   | 10,87  |
| 2012-2013 | Orlando     | 11      | 1      | 17,2    | 26,4 | 4,2   | 50,0 | 2,36    | 2,09    | 0,64   | 0,09   | 2,91   |
| 2013-2014 | LA Clippers | 38      | 0      | 10,3    | 38,5 | 44,0  | 50,0 | 2,34    | 0,87    | 0,50   | 0,26   | 3,03   |
| 2014-2015 | LA Clippers | 62      | 2      | 11,4    | 44,1 | 43,2  | 54,5 | 1,60    | 0,60    | 0,31   | 0,11   | 3,74   |
| Carrière  | Carrière    | 997     | 572    | 26,8    | 42,6 | 38,4  | 78,4 | 3,98    | 2,84    | 0,75   | 0,30   | 11,06  |

### Playoffs
| Année    | Équipe      | Matches | Titul. | Min./m. | %tir | %3pts | %l-f  | rbds/m. | pass/m. | int/m. | ctr/m. | pts/m. |
| -------- | ----------- | ------- | ------ | ------- | ---- | ----- | ----- | ------- | ------- | ------ | ------ | ------ |
| 2001     | Sacramento  | 8       | 0      | 17,6    | 43,5 | 57,1  | 100,0 | 3,50    | 1,38    | 0,38   | 0,12   | 7,50   |
| 2002     | Sacramento  | 16      | 8      | 27,7    | 40,1 | 35,3  | 51,6  | 5,19    | 1,44    | 0,38   | 0,56   | 8,62   |
| 2003     | Sacramento  | 10      | 5      | 17,4    | 36,0 | 28,6  | 72,2  | 2,90    | 1,40    | 1,20   | 0,50   | 5,30   |
| 2004     | San Antonio | 10      | 10     | 27,1    | 32,1 | 33,3  | 61,1  | 4,50    | 1,50    | 0,90   | 0,10   | 7,70   |
| 2007     | Orlando     | 4       | 4      | 38,9    | 50,0 | 33,3  | 50,0  | 3,25    | 3,50    | 1,25   | 1,00   | 13,75  |
| 2008     | Orlando     | 10      | 10     | 39,9    | 44,7 | 28,6  | 84,8  | 6,40    | 5,50    | 0,80   | 0,20   | 17,50  |
| 2009     | Orlando     | 24      | 24     | 38,9    | 42,7 | 38,6  | 81,7  | 4,54    | 4,83    | 0,75   | 0,17   | 15,75  |
| 2011     | Orlando     | 6       | 6      | 34,9    | 29,4 | 23,3  | 57,1  | 3,17    | 3,67    | 1,33   | 0,17   | 9,17   |
| 2012     | Orlando     | 5       | 5      | 32,4    | 36,6 | 41,7  | 63,6  | 2,80    | 2,40    | 1,00   | 0,80   | 8,40   |
| 2014     | LA Clippers | 5       | 0      | 8,1     | 46,2 | 40,0  | 0,0   | 1,00    | 0,20    | 0,60   | 0,00   | 3,20   |
| 2015     | LA Clippers | 11      | 0      | 5,0     | 23,5 | 15,4  | 0,0   | 0,64    | 0,36    | 0,36   | 0,09   | 0,91   |
| Carrière | Carrière    | 109     | 72     | 27,4    | 40,3 | 34,1  | 75,1  | 3,82    | 2,63    | 0,74   | 0,29   | 9,72   |

## Records sur une rencontre en NBA
Les records personnels d'Hidayet Türkoğlu en NBA sont les suivants, :
| Type de statistique        | Saison régulière | Saison régulière      | Saison régulière | Playoffs | Playoffs                 | Playoffs      |
| Type de statistique        | Record           | Adversaire            | Date             | Record   | Adversaire               | Date          |
| -------------------------- | ---------------- | --------------------- | ---------------- | -------- | ------------------------ | ------------- |
| Points                     | 39               | Wizards de Washington | 19 mars 2008     | 29       | @ Cavaliers de Cleveland | 28 mai 2009   |
| Paniers marqués            | 13               | Pacers de l'Indiana   | 15 mars 2008     | 10       | 2 fois                   | 2 fois        |
| Paniers tentés             | 23               | Pacers de l'Indiana   | 15 mars 2008     | 19       | Mavericks de Dallas      | 13 mai 2002   |
| Paniers à 3 points réussis | 7                | 2 fois                | 2 fois           | 4        | 4 fois                   | 4 fois        |
| Paniers à 3 points tentés  | 11               | 76ers de Philadelphie | 22 février 2008  | 8        | @ Lakers de Los Angeles  | 11 mai 2004   |
| Lancers francs réussis     | 14               | Bulls de Chicago      | 17 avril 2006    | 12       | @ Raptors de Toronto     | 24 avril 2008 |
| Lancers francs tentés      | 16               | Bulls de Chicago      | 17 avril 2006    | 13       | 2 fois                   | 2 fois        |
| Rebonds offensifs          | 6                | 2 fois                | 2 fois           | 4        | 2 fois                   | 2 fois        |
| Rebonds défensifs          | 16               | Bulls de Chicago      | 11 avril 2010    | 10       | 2 fois                   | 2 fois        |
| Rebonds totaux             | 19               | Bulls de Chicago      | 11 avril 2010    | 13       | Mavericks de Dallas      | 13 mai 2002   |
| Passes décisives           | 17               | @ Mavericks de Dallas | 8 janvier 2011   | 14       | @ Cavaliers de Cleveland | 20 mai 2009   |
| Interceptions              | 5                | 3 fois                | 3 fois           | 4        | 2 fois                   | 2 fois        |
| Contres                    | 3                | 7 fois                | 7 fois           | 3        | @ Mavericks de Dallas    | 17 mai 2003   |
| Balles perdues             | 8                | 2 fois                | 2 fois           | 7        | @ Raptors de Toronto     | 26 avril 2008 |
| Minutes jouées             | 50               | @ Bucks de Milwaukee  | 8 février 2006   | 47       | @ Lakers de Los Angeles  | 7 juin 2009   |

- Double-double : 31 (dont 5 en playoffs)
- Triple-double : 3